# Hammarskjöld (film)
Hammarskjöld är en svensk drama-thrillerfilm från 2023. För regin står den danske regissören Per Fly som även skrivit manus tillsammans med Ulf Ryberg. Den är producerad av Patrick Ryborn och har spelats in i Sydafrika, New York, Trollhättan, Österlen och Norge. Filmen är baserad på Dag Hammarskjölds liv.
Filmen hade biopremiär i Sverige den 25 december 2023, utgiven av Nordisk Film.
Inför Guldbaggegalan 2024 nominerades Hammarskjöld till sju priser.

## Handling
Filmen kretsar kring Hammarskjölds sista nio månader i livet, och beskrivs som en politisk thriller. Samtidigt är det ett personporträtt av människan Dag Hammarskjöld.

## Rollista (i urval)
Källa: 
- Mikael Persbrandt – Dag Hammarskjöld
  - Edvin Endre – Dag Hammarskjöld som ung
- Francis Francis Chouler – Bill Ranalla
- Richard Brake – Hunter
- Sara Soulié – Hanna
- Hakeem Kae-Kazim – Moïse Tshombe
- Cian Barry – Wieschhoff
- Colin Salmon – Ralph Bunche
- Adam Neill – Lord Lansdowne
- Celine Tshika – Ruth Tshombe
- Thure Lindhardt – Peter Levin
- Sanna Sundqvist – Greta Beskow
- Mattias Nordkvist – Bo Beskow
- Sven Ahlström – Sture Linnér